# Раззак
Раззак — група нафтових родовищ на північному заході Єгипту у басейні Дахаб-Мірейр (також відомий як Аламейн).
Разазк виявили у 1972 році унаслідок спорудження розвідувальної свердловини NWD394-1, що після успішного завершення була перейменована на Razzak-1. Невдовзі розміри відкриття уточнили за допомогою оціночних свердловин Razzak-2 та Razzak-3. Того ж 1972 року розвідувальна свердловина Razzak-4 виявила родовище Раззак-Захід, а в 1978-му Razzak-15 дозволила відкрити родовище Раззак-Схід. Розвідка продовжилась і наступного десятиліття, проте 3 споруджені свердловини не дали позитивних результатів. Зазначені родовища групи витягнулись на 17 км уздовж західної частини великої антиклинальної структури Мерейр-Аламейн (Mereir-Alameine Ridge), яка простирається з північного сходу на південний захід на кілька десятків кілометрів. 
Основні запаси виявились пов’язаними із доломітовою формацією Аламейн (окрім Раззак-Схід, де цей стратиграфічний підрозділ виявився водонасиченим), що відноситься до аптського ярусу ранньої крейди та залягає на Раззак на глибині біля 2,3 км. Окрім неї, поклади нафти виявили у доломітовому горизонті G формації Абу-Роаш та пісковиках формації Бахарія (обидві належать до пізньої крейди). Також є інформація, що до продуктивних відноситься горизонт BA ранньокрейдової формації Алам-Ель-Буейб (баремський вік). 
Розробку Раззак почали вже у 1972 році із рівня у 10 тисяч барелів на добу, а в 1976-й цей показник дорівнював 14 тисячам барелів. Видачу продукції організували за допомогою перемички до розташованого за два з половиною десятки кілометрів на північний схід родовища Аламейн. Останнє ввели в розробку на кілька років раніше та сполучили нафтопроводом із терміналом Ель-Хамра.
У середині 2010-х років на старому родовищі, яке перебувало в розробці вже понад чотири десятиліття, вирішили випробувати технологію горизонтального буріння. Для цього в 2014-му спорудили таку свердловину у горизонті Абу-Роаш G.
Відкриття родовища Раззак було пов’язане із діяльністю іноземного інвестора — компанії Amoco. Після оголошення відкриття комерційним, що сталось того ж 1972 року, роботи провадились через спеціалізовану компанію-оператора Nile Valley Petroleum Company (NIPCO). Втім, вже у 1976 році три наявні на той час концесійні угоди Amoco були об’єднані, а єдиною компанією-оператором стала Gulf of Suez Petroleum Company (GUPCO), яку створили ще в 1960-х роках за результатами успішної розвідки на ліцензійному блоці у Суецькій затоці. У 1998 році Amoco стала частиною нафтогазового гіганта BP, а у 2010-му BP, яка збирала кошти для виплати компенсацій після аварії бурової платформи Deepwater Horizon, продала єгипетські активи американській корпорації Apache, після чого компанією-оператором для Раззак стала Khalda Petroleum Company (до того вже працювала на інших ліцензійних ділянках у Західній пустелі). У 2013-му Apache продала третину своїх прав китайській China Petrochemical Corporation, також відомій як Sinopec Group (варто відзначити, що мова йде саме про права інвестора, тоді як частки у компанії-операторі розподілені 50%/50% між інвестором та єгипетською державною Egyptian General Petroleum Corporation).